# História da Nigéria

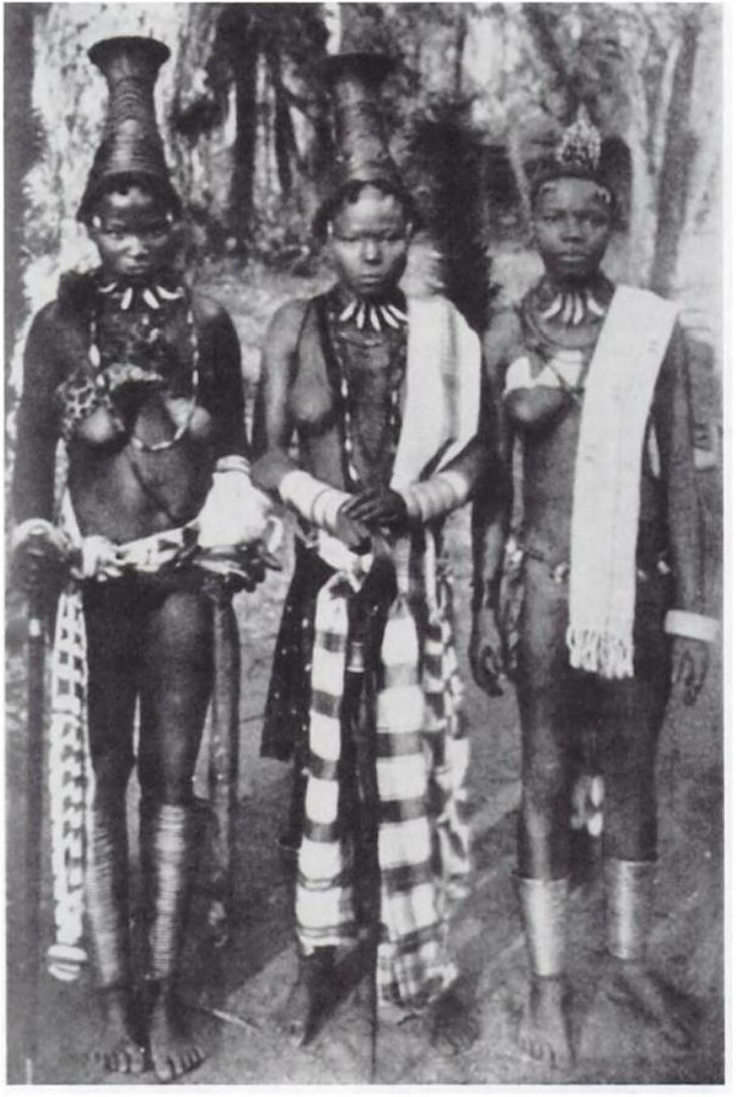
Uma imagem de três mulheres Igbo no início do século XX. Publicada em: 1921. Autor: Fotógrafo desconhecido, possivelmente G. T. Basden.

Em 800 a.C., Noque funda a primeira sociedade organizada na região. Pelo ano 1000, o Império de Canem era o principal Estado que se enriquecia com o comércio transaariano.
Entre os séculos XV e XIX, comerciantes europeus estabeleceram portos costeiros para o aumento do tráfico de escravos para a América. O comércio de comódites substituiu o de escravos no século XIX. Em 1992 foi iniciada a produção de petróleo.

## Antes de 1500
Bem antes de 1500, muito do que seria a "Moderna Nigéria" era dividida em Estados que caracterizam os grupos étnicos existentes até hoje. Desses antigos Estados é possível aferir histórias em comum e independentes dos Reinos de Iorubás, de Ibos, Benim, de Hauçás, de Nupés e Império de Canem e Bornu que deram base ao que no século XX seria a Nigéria.
Iorubás
Os Iorubás tornaram-se o grupo étnico dominante do território sudoeste e centro norte da atual Nigéria, mais especificamente de entorno de Ifé. Seu assentamento como um grupo é datado de século IV e seu conjunto de vilas subsistiam da agricultura e por lealdades de tribos e religião se coalesceram e submeteram a um regime de dinastias de chefes. No desenvolver de seu império já era possível datar muros fortificados por volta do século VIII e vasto estabelecimentos urbanos do século XII.
Ibos
Os Ibos foram o grupo étnico dominante do território sudeste da Nigéria. O Império de Nri representou sua etnia por volta de 948 a 1911, com uma característica peculiar de uma força política e religiosa sem poderio militar
Benins
O Império do Benim ou Império Edo (1440–1897) foi um grande estado africano pré-colonial da moderna Nigéria. Não deve ser confundido com o país dos nossos dias chamado Benim (outrora chamado Daomé). Foi "um dos antigos Estados mais desenvolvidos do interior da Africa Ocidental em cerca do século XI" e em 1897 anexado ao império britânico.
Hauçás
Reinos hauçás é o nome pelo qual ficaram conhecidos uma série de cidades-Estado independentes situadas entre os rio Níger e Lago Chade (Nordeste da Nigéria). Por volta do século XII era um dos maiores centros comerciais de toda África rivalizando com Canem e Mali. Em 1808 foi absorvido, por completo, pelo Califado de Socoto.

## 1500-1800
A história dos territórios  desde 1 900 a.C.. As escavações arqueológicas passadas descobriram o estilo de vida bastante avançado de algumas das civilizações hauçás. Alguns conseguiram trabalhar em ferro que ajudaram na fabricação de ferramentas e armas. Eles também mostraram um vasto avanço na expressão cultural que era raro para as civilizações na área ao redor desse tempo. Muitos dos assentamentos também continham paredes de pedra habilmente percorridas que mostraram a necessidade de qualquer proteção de animais ou outros assentamentos. Esses vários assentamentos mais tarde entrariam em conflito, desejando um aumento de poder que poderia explicar esses elementos descobertos nos sítios arqueológicos.
Akwa Akpa
A cidade-estado de Akwa Akpa foi fundada em 1786 pelas famílias efiques (um ramo dos Ibibios que deixaram a cidade de Creek, mais adiante no rio Calabar. Eles se estabeleceram na margem leste em uma posição em que conseguiram dominar o trânsito com navios europeus que ancoravam no rio, e logo se tornaram os mais poderosos comerciantes ibibios da região.
Os europeus deram a esta cidade o nome "Old Calabar" por razões desconhecidas.
A cidade tornou-se um centro do comércio de escravos, onde os escravos foram trocados por bens europeus.
A maioria dos navios escravos que transportaram escravos de Calabar foram Inglês; cerca de 85% desses navios eram de propriedade de mercantes Bristol e Liverpool.
O principal grupo étnico retirado do Calabar como escravos eram os ibos, embora não fossem a principal etnia da região. Muitos foram levados lá para venda de guerras do interior.